# 中国共産党中央政法委員会
中国共産党中央政法委員会（ちゅうごくきょうさんとうちゅうおうせいほういいんかい）は、情報、治安、司法、検察、公安などの部門を主管する機構。略称は中央政法委。

## 所掌
他の党中央直属機構の下部組織と同様、地方の政法委員会を指揮監督するとともに、国家の治安・司法機関（公安、国家安全、司法、監察、検察および法院）の指導にあたる。また中国共産党中央紀律検査委員会と共同で政府の監察部門を指導し、中国共産党中央軍事委員会と共同で人民武装警察の指導を執る。委員会のトップである書記は、司法部長（法務大臣）や最高人民法院院長（最高裁長官）らを束ねる立場で、その権力は絶大である。書記は2002年から2012年までは党中央政治局常務委員から選出されていた。
前書記の羅幹は、2004年に四川省漢源で発生した10万人規模の農民暴動において、自ら鎮圧の指揮を執ったと言われている。

## 歴史
中華人民共和国成立後、中国共産党第7期中央委員会で「中央法制委員会」の設立を決定。1958年、第8期中央委員会で彭真を組長とする「中央政法領導小組」に改組された。同小組は文化大革命勃発後に解散され、その職務は康生が担当した。康生病没後は汪東興が引き継いだ。
1980年1月24日、「中央政法委員会成立に関する通知」で中央政法委員会が設立され、彭真が初代の書記となった。

## 構成員
- 書記：郭声琨
- 副書記：趙克志
- 委員：周強（最高人民法院院長）、張軍（中国語版）（最高人民検察院検察長）、陳文清（国家安全部長）、博政華（司法部長）、孫忠同（中国人民解放軍総政治部副主任）、陳冀平（中央社会治安綜合治理委員会副主任）、呉双戦（武装警察上将）

- 秘書長：周本順（前湖南省政法委書記、公安庁長、党委書記、中央政法委副秘書長）

## 過去の構成員
2007年-2012年
- 書記：周永康（政治局常務委員）
- 副書記：1王楽泉(2010年～中国共産党中央政治局委員)

　　　　2孟建柱（国務委員、公安部長、武装警察第一政治委員）
- 委員：王勝俊（最高人民法院院長）、曹建明（最高人民検察院検察長）、耿恵昌（国家安全部長）、呉愛英（司法部長）、孫忠同（中国人民解放軍総政治部副主任）、陳冀平（中央社会治安綜合治理委員会副主任）、呉双戦（武装警察上将）

- 秘書長：周本順（前湖南省政法委書記、公安庁長、党委書記、中央政法委副秘書長）

2002年-2007年
- 書記　羅幹（政治局常務委員）
- 副書記　周永康（政治局委員、公安部長、武装警察第一政治委員）
- 委員　肖揚（最高人民法院院長）、賈春旺（最高人民検察院検察長、前公安部長）、許長躍（国家安全部長）、張福森（司法部長）、
- 秘書長　王勝俊

## 歴代書記
- 彭真（1980年 - 1982年）政治局委員、全人代副委員長
- 陳丕顕（1982年 - 1985年）全人代副委員長
- 喬石（1985年 - 1992年）政治局委員、中央書記処書記
- 任建新（中国語版）（1992年 - 1998年）最高人民法院院長
- 羅幹（1998年 - 2007年）政治局委員、政治局常務委員（2002年 - 2007年）、中央書記処書記（1998年 - 2002年）
- 周永康（2007年 - 2012年）政治局常務委員、中央綜治委主任
- 孟建柱（2012年 - 2017年）政治局委員
- 郭声琨（2017年 - ）政治局委員